# Cadrema ryukyuana
Cadrema ryukyuana är en tvåvingeart som beskrevs av Kanmiya 1983. Cadrema ryukyuana ingår i släktet Cadrema och familjen fritflugor. Inga underarter finns listade i Catalogue of Life.